# Sân bay San Luis (Colombia)
Sân bay San (tiếng Tây Ban Nha: Aeropuerto San Luis) (IATA: IPI, ICAO: SKIP) là một sân bay phục vụ thành phố Ipiales, tỉnh Nariño của Colombia. Sân bay này có 1 đường băng dài 1760 m bề mặt nhựa đường.

## Các hãng hàng không và các tuyến điểm
Hiện có các hãng hàng không sau đây đang hoạt động tại sân bay San Luis:
- SATENA (Puerto Asís)